# ادمون إي. تشانغ
ادمون إي. تشانغ (بالإنجليزية: Edmond E. Chang)‏ هو محامي وقاضي أمريكي، ولد في 1970 في نيويورك في الولايات المتحدة.